# Climat de la république démocratique du Congo

Carte climatique de la république démocratique du Congo selon la classification de Köppen.

Le climat de la république démocratique du Congo est essentiellement du type tropical au sud et au nord, avec une saison sèche  et du type équatorial au centre du pays (chaud et humide) sans la saison sèche.

## Facteurs du climat
Les influences de l’océan Atlantique, celles des alizés de l’océan Indien, celles de la zone équatoriale et celles des régions montagneuses de l’est - principaux éléments du climat congolais - font bouger le paysage et le climat du pays.
La courte saison sèche se situe entre janvier et février et la courte saison des pluies entre mars et mai. La longue saison sèche (l'hiver dans le tropique) commence en mi-mai et se termine fin août et la longue saison des pluies débute au début du mois de septembre  et se termine en décembre.

### Caractéristiques du climat
La république démocratique du Congo connait une température maximale pouvant dépasser 35 °C pendant la journée et une température minimale allant à peine en dessous de 22 °C. Au niveau de l'équateur, la température ne descend que rarement à 20 °C (au portour au contraire, les nuits sont très froides). L'altitude modifie considérablement le climat dans le nord-est, est, sud-est, regions des plateaux et des montages. Autour des cuvettes, la température moyenne est de 25 °C et 25 sur la côte. À l'altitude 1500 mètres, la température varie entre 18 à 20° ; 16 à 17 à 2000 ; 11° à 3000 et 6° à 4000 mètres d'altitude.
On y retrouve principalement deux types de saisons en République démocratique du Congo. La saison sèche (ou hivernale de tropique), caractérisée par une précipitation faible et rare. Elle s'étend de décembre à mai au nord et de mai en septembre dans l'hémisphère sud. Les températures sont plus basses, le ciel couvert et la végétation souffre de l'absence d'eau. La saison des pluies (ou estivale de tropique) s'étend tout au long de l'équateur entre mai à novembre et de septembre à mai. Les précipitations sont comprises entre 1000 à 1500 mm.

## Types de climats
La République démocratique du Congo comprend trois types de climats.

### Climat équatorial
On retrouve le climat équatorial (chaud et humide toute l'année sans la saison sèche) en RDC dans la zone centrale traversée par l'équateur (la zone se trouvant dans la forêt tropicale).
Les températures sont stables durant toute l'année.

### Climat tropical
Généralement de courte durée, le climat tropical (chaud toute l'année avec une saison sèche) est observé au nord et au sud de la zone équatoriale a cause de la présence d'une claire saison sèche. Les précipitations varient entre 1000 à 1700 mm par an.

### Climat des montagnes
La présence des chaînes de montagnes, liées à la vallée du grand rift (qui a produit un certain nombre de lacs : Albert, Edouard, Tanganyika, Moero), influence le climat dans cette partie plus orientale du pays; rendant ainsi le côté ouest pluvieux et le côté oriental humide, de sorte que les précipitations descendent au-dessous de 1000 mm par an.